# Conor Leslie

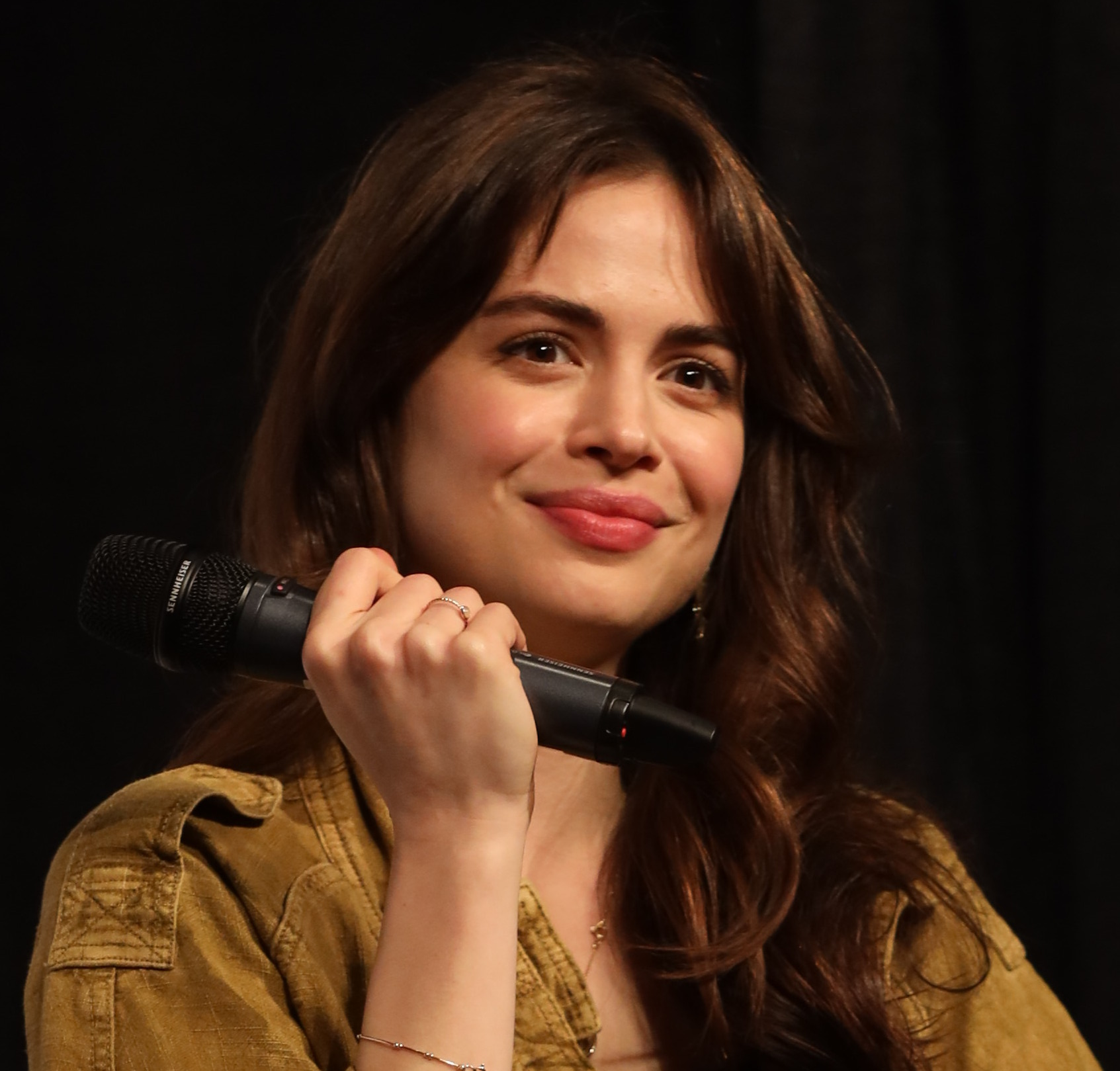
Conor Leslie (2022)

Conor Marie Leslie (* 10. April 1991 in Millburn, New Jersey) ist eine US-amerikanische Schauspielerin und Fotografin. Bekanntheit erlangte sie vor allem durch ihre Rollen aus den Serien The Man in the High Castle und Titans.

## Leben und Karriere
Conor Leslie wurde in Millburn, im US-Bundesstaat New Jersey geboren, wo sie die örtliche High School besuchte. Bereits im Alter von 13 Jahren sammelte sie erste Erfahrungen vor der Kamera durch ihre Auftritte in Werbespots und als Model. Mit 15 fasste sie den Entschluss Schauspielerin zu werden. 2008 schloss sie die High School ab und zog anschließend nach New York City, wo sie bis heute, abgesehen von kurzen Unterbrechungen, die sie in Los Angeles verbrachte, lebt. Ihren ersten Auftritt vor der Kamera hatte sie in einer Pilotepisode zur Serie M.O.N.Y. von Regisseur und Produzent Spike Lee, der später nicht in die Serienproduktion ging. Ihre erste Rolle im Fernsehen übernahm sie dann 2009 mit einem Gastauftritt in der Serie The Unusuals. 2010 gab sie mit einem Auftritt in der Romcom Beware the Gonzo auch ihr Spielfilmdebüt.
In der Folge trat sie in Gastrollen in den Serien Criminal Intent – Verbrechen im Visier, 90210, My Superhero Family, Rizzoli & Isles und Revenge auf. 2012 war sie als Angie im Thriller Chained zu sehen. 2014 gehörte sie als Sabine zur Hauptbesetzung der Miniserie Klondike. Nach weiteren Auftritten in Hawaii Five-0, The Blacklist, Major Crimes und Elementary wurde Leslie 2015 in der Serie The Man in the High Castle in der Rolle der Trudy Walker besetzt. Die Rolle spielte sie in den ersten drei Staffeln der Serie. 2017 folgte eine wiederkehrende Rolle als Sarah Ellis in Shots Fired. Von 2016 bis 2017 war sie als Tasha in der Serie Graves zu sehen. Von 2018 bis 2019 war sie in der Rolle der Comicbuchfigur Donna Troy alias Wonder Girl Teil der Hauptbesetzung der Serie Titans.
Parallel zu ihrer Schauspielkarriere entwickelte Leslie im Alter von 15 Jahren ein Interesse für die Fotografie. Heute fotografiert sie hauptsächlich Straßenszenerien, unter anderem in New York City, Los Angeles und London.

## Filmografie (Auswahl)
- 2007: M.O.N.Y.
- 2009: The Unusuals (Fernsehserie, Episode 1x06)
- 2010: Beware the Gonzo
- 2010: Law & Order (Fernsehserie, Episode 20x23)
- 2010: Criminal Intent – Verbrechen im Visier (Criminal Intent, Fernsehserie, Episode 9x09)
- 2010: 90210 (Fernsehserie, Episode 3x05)
- 2011: My Superhero Family (Fernsehserie, Episode 1x11)
- 2012: Chained
- 2012: Widow Detective (Fernsehfilm)
- 2013: Rizzoli & Isles (Fernsehserie, Episode 4x11)
- 2013–2014: Revenge (Fernsehserie, 3 Episoden)
- 2014: Klondike (Miniserie, 6 Episoden)
- 2014: Hawaii Five-0 (Fernsehserie, Episode 4x17)
- 2014: Parts Per Billion
- 2015: Dirty Beautiful
- 2015: Other World (Fernsehserie, 8 Episoden)
- 2015: Campus Code
- 2015: The Blacklist (Fernsehserie, 2 Episoden)
- 2015: Major Crimes (Fernsehserie, Episode 4x12)
- 2015–2018: The Man in the High Castle (Fernsehserie, 5 Episoden)
- 2016: Elementary (Fernsehserie, Episode 5x05)
- 2016–2017: Graves (Fernsehserie, 4 Episoden)
- 2017: Shots Fired (Fernsehserie, 10 Episoden)
- 2017: Gone (Fernsehserie, Episode 1x02)
- 2018: Shrimp (Kurzfilm)
- 2018–2021: Titans (Fernsehserie, 20 Episoden)
- 2021: Dark Web: Cicada 3301